# Premier raadsaal de l'État libre d'Orange
Le premier raadsaal de l'État libre d'Orange (eerste raadsaal ou first raadsaal) est le lieu où est signé, en 1854, la convention de Bloemfontein. Construit en 1849, c'est le plus vieux bâtiment de Bloemfontein. Après avoir servi d'école, d'église, de premier parlement de l'État libre d'Orange, c'est aujourd'hui un musée géré par le Musée national de Bloemfontein. Il est situé au 95 St George Street.

## Description
Le bâtiment, de taille modeste, présente à l'origine un plancher de bouse, des murs blanchis à la chaux et un toit de chaume à pignons.

## Historique
La construction du bâtiment commence à la fin de l'année 1848 pour servir d'école (le premier établissement scolaire au nord du fleuve Orange) mais aussi d'église (jusqu'en 1852). De 1849 à 1852, il sert également de salle du conseil pour l'Assemblée législative de la souveraineté de la rivière Orange.
Après la création de la République de l'État libre d'Orange en 1854, la salle continue à être utilisée comme chambre de l'Assemblée législative (Volksraad), de bureaux du gouvernement et d'école. Les deux premiers présidents, Josias Philip Hoffman et Jacobus Nicolaas Boshof, y ont prêté serment.
En 1856, le parlement et le siège de la présidence sont transférés vers un nouveau bâtiment. Le Eerste Raadsaal continue à servir d'école jusqu'en 1877, date à laquelle le bâtiment est utilisé comme musée national. Deux ailes en pierre sont ajoutées, l'une en 1885 (détruite dans les années 1970) et l'autre en 1891.
En 1915, lorsque le musée national est transféré sur Aliwal Street, le bâtiment change de nouveau d'affectation pour servir à nouveau d'église, de bureaux ou encore de salle de loisirs.
Le 6 avril 1936, il est déclaré monument national et, en 1975, il est restauré dans son état historique d'origine.
Le musée du Eerste Raadsaal est ouvert en 1977.

## Musée du chariot
Le musée du chariot (Wagon museum) est situé sur le même site que le musée du Eerste Raadsaal.

## Sources